# 알바니아 파시스트 민병대
알바니아 민병대(영어: Albanian Militia, 이탈리아어: Milizia fascista albanese)는 1939년 4월 이탈리아의 알바니아 침공 이후 이탈리아 검은 셔츠단(MVSN)의 산하로 형성된 알바니아 파시스트 준군사 조직이다. 원래 이 병력은 알바니아에 거주하는 이탈리아인으로 한정되었으나 나중에는 알바니아인도 모집되었다. 사령부는 티라나였으며, 4개 군단으로 구성되었다.
- 알바니아 민병대 1군단 – 티라나
- 알바니아 민병대 2군단 – 코르처
- 알바니아 민병대 3군단 – 블로러
- 알바니아 민병대 4군단 – 슈코더르

1943년 이탈리아가 항복하면서 해체되었다.